# Anyphops sponsae
Espèce
Synonymes
- Selenops sponsae Lessert, 1933

Anyphops sponsae est une espèce d'araignées aranéomorphes de la famille des Selenopidae.

## Distribution
Cette espèce se rencontre en Angola et au Congo-Kinshasa.

## Description
La femelle holotype mesure 9,5 mm.

## Publication originale
- Lessert, 1933 : Araignées d'Angola. Résultats de la Mission scientifique suisse en Angola 1928-1929. Revue suisse de zoologie, vol. 40, no 4, p. 85-159 (texte intégral).